# Юбилейный (Тамбовская область)
Юбиле́йный — посёлок в Инжавинском районе Тамбовской области России. Входит в состав Балыклейского сельсовета.

## География
Посёлок находится в юго-восточной части региона, в лесостепной зоне, на расстоянии 13 км к востоку от посёлка городского типа Инжавино, административного центра района, и 103 км (по прямой) к юго-востоку от города Тамбов, административного центра области.

### Климат
Климат умеренно континентальный, относительно сухой, с холодной продолжительной зимой и тёплым летом. Среднегодовая температура воздуха — 4,5 °C. Средняя температура воздуха самого холодного месяца (января) — −11 °C (абсолютный минимум — −33 °C); самого тёплого месяца (июля) — 19,7 °C (абсолютный максимум — 40 °С). Безморозный период длится 162 дня. Среднегодовое количество атмосферных осадков составляет около 450—570 мм, из которых большая часть выпадает в период с мая по сентябрь. Продолжительность залегания снежного покрова составляет в среднем 134 дня.

## Население
| 2002 | 2010 |
| ---- | ---- |
| 251  | ↘169 |

### Национальный состав
Согласно результатам переписи 2002 года, в национальной структуре населения русские составляли 99 % из 251 чел.